# こむらさき
こむらさきは熊本県熊本市に本社を置く、熊本ラーメン株式会社が運営するラーメンチェーン。熊本ラーメンの元祖の一つである。熊本市内1店舗の他、新横浜ラーメン博物館に1店舗（別法人による運営）を持つ。

## 歴史
- 1954年（昭和29年）11月1日 - 熊本市広町に屋号「こむらさき」開店。「こむらさき」という屋号は鹿児島市にある同名のラーメン店に倣ったものだという[1]。
- 1957年（昭和32年） - 広町より現在の上通本店に移転開業。
- 1959年（昭和34年）2月[要検証 – ノート] - 有限会社こむらさき設立。
- 1969年（昭和44年）3月 - 熊本交通センタープラザ（現：SAKURA MACHI Kumamoto）のオープンにあわせ出店開業。
- 1979年（昭和54年） - 上通中央店開店。
- 1988年（昭和63年）11月 - 熊本ラーメン株式会社設立。
- 1989年（平成元年）12月 - お土産用ラーメン「こむらさき」開発・販売開始。
- 2015年（平成27年）3月31日 - 熊本交通センターの閉鎖に伴い、センター店を閉店。
- 2017年（平成29年）7月31日 - 本店を閉店。

## 店舗
- 上通中央店 - 熊本県熊本市中央区上通8-16
- 新横浜ラーメン博物館 - 神奈川県横浜市港北区新横浜2-147-21